# Macon (Schiff)
| USS Macon (CA-132)   |                                                                  |
| Dienstzeit           | USN Jack                                                         |
| Kiellegung:          | 14. Juni 1943                                                    |
| Stapellauf:          | 15. Oktober 1944                                                 |
| Indienststellung:    | 26. August 1945                                                  |
| Außerdienststellung: | 10. März 1961                                                    |
| Gestrichen:          | 1. November 1969                                                 |
| Schicksal:           | Zerlegt                                                          |
| Technische Daten     |                                                                  |
| Verdrängung:         | 17.031 ts                                                        |
| Länge:               | 205,3 Meter                                                      |
| Breite:              | 21,6 Meter                                                       |
| Tiefgang:            | 7,3 Meter                                                        |
| Antrieb:             | 4 Propeller, über 4 Dampfturbinen angetrieben; 120.000 Wellen-PS |
| Besatzung:           | circa 1500                                                       |

Die USS Macon (CA-132) war ein Schwerer Kreuzer der United States Navy und gehörte der Baltimore-Klasse an. Sie wurde nach der Stadt Macon, Georgia benannt.

## Geschichte
Die Macon wurde 1943 bei New York Shipbuilding auf Kiel gelegt und lief rund 16 Monate später vom Stapel. Die offizielle Indienststellung war am 26. August 1945.
Nach ersten Erprobungsfahrten diente die Macon als Versuchsschiff für experimentelle Ausrüstungen, die in der Philadelphia Naval Shipyard nachgerüstet wurden. Unter anderem erhielt sie ab 1948 eine erhöhte Landeplattform für Helikopter, die sich aber nicht bewährte und daher nie Serienreife erlangte: Sie engte den Bestreichungswinkel des achterlichen Geschützturms zu sehr ein. Außerdem wurde der Kreuzer als Trainingsschiff für Reservepersonal eingesetzt, 1948 führte eine Übungsfahrt für Midshipmen das Schiff nach Europa. Am 12. April 1950 wurde es schließlich außer Dienst gestellt und in Philadelphia der Reserveflotte angegliedert.
Als in der unmittelbaren Folgezeit jedoch der Koreakrieg ausbrach und Einsätze dort die Flotte der US Navy stark beanspruchten, wurde die Macon recht schnell, am 16. Oktober 1950, reaktiviert. Nach den Erprobungsfahrten wurde sie als Flaggschiff der Cruiser Division 6 im Atlantik eingesetzt. Bis 1959 verlegte der Kreuzer jährlich ins Mittelmeer, unter anderem war er auch 1956 während der Sueskrise vor Ort. Außerdem wurde neue Ausrüstung an Bord getestet. So wurde Anfang 1956 eine Startanlage für den Marschflugkörper SSM-N-8A Regulus installiert und verblieb dort während der restlichen Dienstzeit. Während der letzten Mittelmeerfahrt rettete die Macon außerdem die Besatzung des in Brand geratenen italienischen Frachters Maria Amata.
Im Januar 1960 führte das Schiff eine letzte Fahrt nach Südamerika durch und wurde am 10. März 1961 wiederum in Reserve gestellt und am 1. November 1969 komplett aus dem Naval Vessel Register gestrichen. 1973 wurde das Schiff zerlegt und dann an das Fermi National Accelerator Laboratory weitergegeben, wo der Stahl zu Testzwecken verwendet wurde.